# Bare (álbum)
Bare (en español: ‘desnuda’) es el tercer álbum de estudio de Annie Lennox, publicado en junio de 2003. Alcanzó la tercera posición en el Reino Unido y la cuarta posición en la Billboard 200 de EE UU. El álbum ha sido certificado Oro tanto en el Reino Unido como en EE. UU. y fue nominado al mejor álbum de pop en los Premios Grammy de 2004.
El álbum fue publicado con un DVD que incluía entrevistas y versiones acústicas de canciones de Lennox. La edición japonesa del álbum presenta una versión del previo éxito de Lennox «Cold» grabada en vivo en Toronto.

## Lista de canciones
Todas las canciones escritas y compuestas por Annie Lennox. 
| N.º | Título                                     | Duración |  |
| 1.  | «A Thousand Beautiful Things»              | 3:07     |  |
| 2.  | «Pavement Cracks»                          | 5:10     |  |
| 3.  | «The Hurting Time»                         | 7:32     |  |
| 4.  | «Honestly»                                 | 5:01     |  |
| 5.  | «Wonderful»                                | 4:17     |  |
| 6.  | «Bitter Pill»                              | 4:01     |  |
| 7.  | «Loneliness»                               | 4:01     |  |
| 8.  | «The Saddest Song I've Got»                | 4:09     |  |
| 9.  | «Erased»                                   | 4:40     |  |
| 10. | «Twisted»                                  | 4:12     |  |
| 11. | «Oh God (Prayer)»                          | 2:51     |  |
| 12. | «Cold» (en directo) (Bonus track japonesa) | 5:32     |  |

## Sencillos
No se publicaron sencillos del el álbum en el Reino Unido, aunque «Pavement Cracks» y «Wonderful» se publicaron como un maxisencillo en CD y un sencillo en CD respectivamente en los Estados Unidos, mientras que «A Thousand Beautiful Things» se publicó como un sencillo de radio solamente. No se rodaron vídeos musicales para las canciones pero los tres sencillos fueron remezclados extensivamente y todos alcanzaron la primera posición en la lista de Dance de EE UU. No obstante las versiones en directo de «A Thousand Beautiful Things» y «Pavement Cracks» se utilizaron como vídeos musicales y estos fueron incluidos posteriormente en el DVD de The Annie Lennox Collection.

## Certificaciones
| Certificaciones de Bare |                                         |     |         |
| Canadá                  | Canadian Recording Industry Association | Oro | 50 000  |
| Reino Unido             | BPI                                     | Oro | 100 000 |
| Estados Unidos          | RIAA                                    | Oro | 826 000 |

De acuerdo a las figuras oficiales del SoundScan, el álbum había vendido un total de 826 000 copias en los Estados Unidos en 2007.

## Listas
| Lista (2003)                      | Mejor posición |
| --------------------------------- | -------------- |
| Australian ARIA Album Chart       | 10             |
| Australian Album Chart            | 17             |
| Belgian Album Chart (Flanders)    | 20             |
| Belgian Almub Chart (Wallonia)    | 15             |
| Canadian Albums Chart             | 8              |
| Danish Albums Chart               | 13             |
| Dutch Albums Chart                | 18             |
| French SNEP Albums Chart          | 34             |
| German Media Control Albums Chart | 5              |
| Irish Albums Chart                | 23             |
| Italian Albums Chart              | 7              |
| Japanese Oricon Albums Chart      | 117            |
| New Zealand Albums Chart          | 20             |
| Norwegian VG-lista Albums Chart   | 16             |
| Swedish Albums Chart              | 29             |
| Swiss Albums Chart                | 7              |
| UK Albums Chart                   | 3              |
| US Billboard 200                  | 4              |

| Lista (2003)         | Posición |
| -------------------- | -------- |
| Italian Albums Chart | 72       |
| Swiss Albums Chart   | 91       |
| US Billboard 200     | 103      |

- Datos: Q2294674